# Меерович, Михаил Александрович
Михаи́л Алекса́ндрович Мееро́вич (26 февраля 1920, Киев — 12 июля 1993, Москва) — советский и российский композитор. Заслуженный деятель искусств РСФСР (1981).

## Биография
Михаил Меерович родился 26 февраля 1920 года в Киеве. В 10 лет переехал вместе с родителями в Москву.
В 1931 году начал учёбу в ДМШ при Московской консерватории. В 1938 году зачислен на композиторский факультет.
С началом войны был мобилизован вместе с другими студентами консерватории на строительство оборонительных сооружений в Смоленской области, после чего был эвакуирован в Саратов, где в 1942 году окончил Московскую консерваторию по классу композиции Г. И. Литинского и А. Н. Александрова, а в 1944 году по классу фортепиано Я. И. Зака и А. Г. Руббаха.
Преподавал три года (1950—1953) инструментовку и чтение партитур. С 1953 года посвятил себя исключительно творческой деятельности.
Автор музыки ко многим мультипликационным фильмам и кинофильмам. Последняя работа композитора — опера «Шолом Алейхем».
Умер от сердечного приступа в возрасте 73 лет в Москве. Похоронен 16 июля на Введенском кладбище (9 уч.).

## Сочинения

### Оперы
1981 — «Жизнь и приключения Котофеева, или Концерт для треугольника с оркестром» (поставлена в Чехословакии в 1982 г.);
1989 — «Правдивая история Рыжего Мотла» (по Шолом-Алейхему);
1990 — «Чудо на седьмой день праздника кущей» (по Б. Мойхер-Сфориму).

### Балеты
1963—1968 — «Трилогия» (по стихотворениям Владимира Маяковского «Скрипка и немножко нервно», «Прозаседавшиеся», «Необычайное приключение»);
1977 — «Принцесса Кагуя» (к 15-летию труппы «Токио-балет»);
1991 — «Превращение (Невероятная история, которая произошла с Осипо Хандзабуро)».

### Оперетты
1967 — «Семь робинзонов»

### Произведения для оркестра (в том числе для хора).
1941 — Сюита для оркестра № 1
1942 — Увертюра для оркестра
1946 — Сюита для малого оркестра
1947 — Торжественная песнь, посвященная 30-летию Октября
1949 — Сюита для оркестра № 2
1949 — Два концертных вальса
1949 — Марш для оркестра
1950 — Сюита для оркестра № 3
1951 — Венгерская сюита для фортепиано с оркестром
1952 — Цыганская рапсодия
1953 — Чешская рапсодия
1955 — Якутское концертино
1967 — Концерт для фортепиано с оркестром № 1
1969 — Симфония № 1
1976 — Симфония № 2
1980 — Камерная симфония № 2
1983 — Концерт для фортепиано с оркестром № 2

### Камерные произведения
1941 — Струнный квартет № 1
1945 — Якутская сюита для скрипки, виолончели и фортепиано (вариант — для кларнета, скрипки и фортепиано)
1946 — Сюита для квартета деревянных духовых
1967 — Трио для флейты, скрипки и альта
1980 — Маленькая ночная серенада для английского рожка и скрипки
1984 — Струнный квартет № 2

### Произведения для клавишных инструментов
1939 — Соната для фортепиано № 1
1940 — Соната для фортепиано № 2
1942 — Украинская сюита для фортепиано
1943 — Аллегро на украинские народные темы
1945 — Каприччио для фортепиано
1976 — Соната для фортепиано № 3

### Вокальные сочинения
1943 — «Великая Отечественная война» для голоса и фортепиано. Стихи Е. Долматовского, С. Щипачева
1943 — «Баллада» для голоса и фортепиано. Стихи А. Малышко
1947 — «Майская песенка» для голоса и фортепиано. Стихи В. Маяковского.

## Фильмография

### Фильмы
- 1957 — На графских развалинах
- 1959 — Жестокость
- 1971 — Телеграмма
- 1973 — Сослуживцы
- 1978 — Старомодная комедия
- 1981 — Немухинские музыканты
- 1982 — Свадебный подарок
- 1992 — Вальс золотых тельцов

### Мультфильмы
- 1954 — Карандаш и Клякса — весёлые охотники
- 1957 — Знакомые картинки
- 1960 — Винтик и Шпунтик. Весёлые мастера
- 1960 — МУК (Мультипликационный Крокодил) № 2
- 1961 — МУК (Мультипликационный Крокодил) № 6
- 1961 — Незнайка учится
- 1962 — Банальная история
- 1962 — Случай с художником
- 1962 — Только не сейчас
- 1963 — Миллионер
- 1963 — Хочу быть отважным
- 1963 — Заповедник (Фитиль № 8)
- 1963 — Гром и молния (Фитиль № 17)
- 1964 — Светлячок № 5
- 1964 — 01 (Фитиль № 20)
- 1964 — Новый дом
- 1965 — Мимо (Фитиль № 31)
- 1965 — Светлячок № 6
- 1965 — Ни богу, ни чёрту
- 1965 — Где я его видел?
- 1965 — Картина
- 1965 — Лягушка-путешественница
- 1965 — Незаслуженный пенсионер (Фитиль № 37)
- 1966 — Агент Г.С.
- 1966 — Светлячок № 7
- 1966 — Зайдите, пожалуйста!
- 1966 — Согласованный пиджак (Фитиль № 50)
- 1967 — Разберём-соберём (Фитиль № 55)
- 1967 — Зеркальце
- 1967 — Франтишек
- 1967 — С кем поведёшься
- 1967 — Забор
- 1968 — Калейдоскоп-68
- 1968 — Самый большой друг
- 1969 — Десять лет спустя
- 1969 — Доисторическая новинка (Фитиль № 81)
- 1969 — Лиса, медведь и мотоцикл с коляской
- 1969 — Украденный месяц
- 1970 — Весёлая карусель № 2 Небылицы
- 1970 — Лесная хроника
- 1970 — Паучок Ананси
- 1971 — Край земли
- 1971 — Решительный петух (Фитиль № 108)
- 1971 — Болтун-"активист" (Фитиль № 112)
- 1972 — Бегу, бегу
- 1972 — Как машина заболела
- 1972 — Мастер из Кламси
- 1972 — Экспонат (Фитиль № 121)
- 1972 — Не по пути (Фитиль № 125)
- 1973 — Здоровье начинается дома
- 1973 — Как это случилось
- 1973 — Чудо без чудес
- 1973 — Айболит и Бармалей
- 1973 — Немухинские музыканты
- 1973 — Лиса и заяц
- 1974 — Сюрприз (Фитиль № 145)
- 1974 — Федорино горе
- 1974 — Цапля и журавль
- 1975 — Ёжик в тумане
- 1975 — Наследство волшебника Бахрама
- 1975 — На лесной тропе
- 1975 — Уроки наших предков
- 1975 — Секрет успеха (Фитиль № 157)
- 1976 — Знакомство
- 1976 — Земля моя
- 1976 — Лоскуток
- 1976 — Зайка-зазнайка
- 1976 — Весёлая карусель № 8 Почему у льва большая грива?
- 1976—1982 Котёнок по имени Гав (пять выпусков)
- 1976 — Младший брат
- 1976 — Последний фокус (Фитиль № 170)
- 1977 — Тайна запечного сверчка
- 1977 — Наш добрый мастер
- 1977 — Как грибы с горохом воевали
- 1977 — Старый дом
- 1978 — Честное слово
- 1978 — Приключения Хомы
- 1978 — И смех и грех
- 1978 — Дед Мороз и серый волк
- 1979 — Дым коромыслом
- 1979 — Новый Аладдин
- 1979 — В гостях
- 1979 — Четвёрка друзей. Обида
- 1979 — Квакша
- 1979 — Ростик и Кеша
- 1979 — Стальное колечко
- 1979 — Сказка сказок
- 1980 — Акаиро
- 1980 — Кнопочки и человечки
- 1980 — Почему слоны?
- 1980 — Четвёрка друзей. Испорченная погода
- 1980 — Четвёрка друзей. Однажды утром
- 1980 — Невероятное-очевидное (Фитиль № 223)
- 1981 — Сказка о глупом мышонке
- 1981 — Четвёрка друзей. Сон
- 1981 — Сорок градусов по ареометру
- 1981 — Шинель
- 1981 — Ивашка из Дворца пионеров
- 1982 — Как аукнется...
- 1982 — Похождения Хряпова
- 1982 — Чертёнок № 13
- 1983 — Следствие ведут Колобки. Похищение века
- 1983 — Солдатский кафтан
- 1984 — Плюх и Плих
- 1984 — Три медведя
- 1984 — Сказка о царе Салтане
- 1985 — Приключения домовёнка
- 1986 — Слон и Пеночка
- 1986 — Сказка для Наташи
- 1986 — Миниатюры-86
- 1987 — Возвращение домовёнка
- 1987 — В зоопарке — ремонт!
- 1988 — Кот, который умел петь
- 1988 — Расскажите сказку, доктор
- 1989 — Всех поймал
- 1989 — Музыкальный магазинчик
- 1990 — Курица
- 1990 — Карманник
- 1991 — Сказка
- 1992 — Сон в летнюю ночь
- 1992 — Счастливый принц
- 1993 — Обезьянки, вперёд
- 1993 — Пряник
- 1993 — Другая сторона
- 1993 — В стране Бобберов. Обед с господином Грызли
- 1993 — Три типа и скрипач
- 1994 — Хоббит. Сокровища под горой